# 아이스하키 월드컵

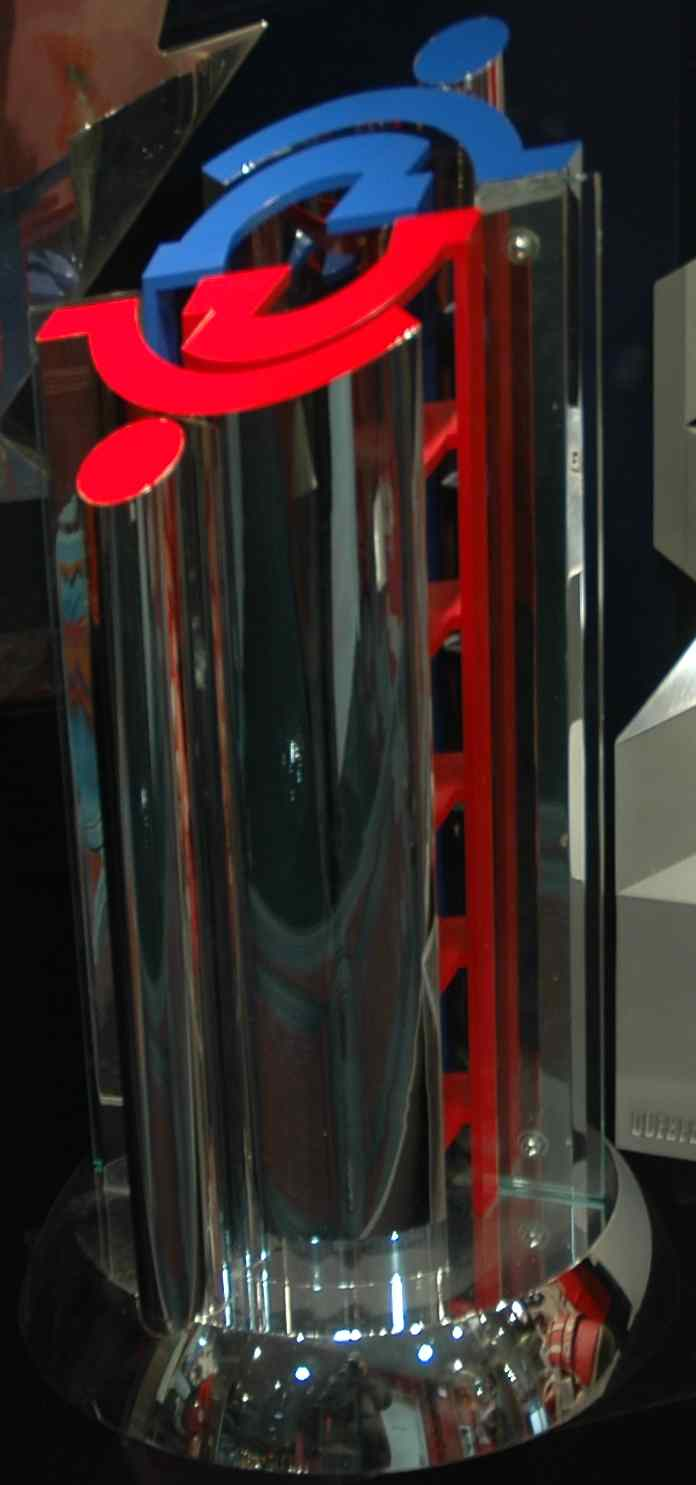

아이스 하키 월드컵(영어: World Cup of Hockey 월드 컵 오브 하키[*])는 국제적인 아이스 하키 토너먼트다. 1996년에 창설되었는데, 이것은 1976년부터 1991년까지 했던 캐나다 컵의 후속작이다. 대회 중 우승이 두번 있었는데, 미국이 1996년에 우승하고 캐나다가 2004년에 우승하였다. 다음 하키 월드컵은 2016년에 열린다.
자사의 국제 아이스 하키 연맹(IIHF)의 허가 대응과 달리, 매년 세계 아이스 하키 선수권 대회와 내셔널 하키 리그 (NHL)에 의해 구성되어있다. 같은 게임은 NHL의 규칙에 따라 IIHF의 문제들을 해결한다. 하키의 월드컵은 그외에 아이스 하키 시즌 밖에서 발생하는 스탠리 컵 플레이 오프와 세계 선수권 대회와는 다르게 세계의 모든 최고의 선수를 사용할 수 있도록 허용한다.

## 역사

### 캐나다 컵
캐나다 컵은 아이스 하키 월드컵보다 먼저 앞에 있었다. 캐나다 하키의 더글라스 피셔와 NHL 선수 협회의 앨런 이글선과의 노력으로 1976년에 시작되었다.

### 아이스하키 월드컵
1996년, 캐나다 컵이 공식적으로 아이스하키 월드컵로 이름을 변경했다. 미국은 그 해 창립 대회에서 캐나다를 꺾고 우승하였다. 그 외에 다른 경쟁 팀은 체코, 핀란드, 독일, 러시아, 슬로바키아와 스웨덴이었다.
두 번째 대회는 8년 뒤인 2004년에 치렀는데, NHL 2004~05 시즌의 잠금으로 인하여 개최되었다. 캐나다는 준결승전에서 체코를 물리치고 결승전에서 핀란드를 이기고 두 번째 대회 우승을 하였다.

## 트로피
2004년에 캐나다 건축가 프랭크 게리가 2004년 대회에 새로운 트로피를 설계했다. 이것은 구리와 니켈과 우레탄, 플라스틱의 복합 합금으로 만들었다. 스포츠 커뮤니티인 토론토 썬이 헤드라인에 트로피에 대해 그게 뭡니까?라고 비판하였다.

## 대회 결과
| 연도   | 우승 팀 | 준우승 팀 | 3,4위 팀         |
| ------ | ------- | --------- | ---------------- |
| 1996년 | 미국    | 캐나다    | 러시아 와 스웨덴 |
| 2004년 | 캐나다  | 핀란드    | 체코 와 미국     |

## 같이 보기
- 캐나다 컵
- 내셔널 하키 리그